# Anne Veenendaal
Anne Veenendaal (Haarlem, 7 de septiembre de 1995) es una jugadora neerlandesa de hockey sobre césped.

## Trayectoria
Veenendaal debutó en los Juegos Olímpicos de París 2024, donde consiguió la medalla de oro, al vencer a China en la final.